# Тонка Петрова
Тонка Петрова (буг. Тонка Иванова Петрова; Јамбол 1. фебруар 1947) бивша је бугарска атлетичарка специјалиста за трчање на 1.500 метара. Европска је првакиња у дворани 1974. у Гетеборгу. Учествовала је и на Олимпијским играма 1972. у Минхену, али није успела се пласира у полуфинале.
Њен лични рекорд износи  4:09,02 (1973). на отвореном.

## Значајнији резултати
| Год.  | Такмичење                    | Место                   | Пласман      | Дисциплина | Резултат | Детаљи |
| ----- | ---------------------------- | ----------------------- | ------------ | ---------- | -------- | ------ |
| 1971. | Европско првенство у дворани | Софија, Бугарска        |              | 4 х 400 м  | 3:47,8   |        |
| 1972. | Олимпијске игре              | Минхен, Западна Немачка | 20 / 34 (36) | 1.500 м    | 4:14,95  |        |
| 1973. | Европско првенство у дворани | Ротердам, Холандија     |              | 1.500 м    | 4:17,20  |        |
| 1973. | Универзијада                 | Москва, СССР            |              | 1.500 м    | 4:13,50  |        |
| 1974. | Европско првенство у дворани | Гетеборг, Шведска       |              | 1.500 м    | 4:10,97  |        |
| 1974. | Европско првенство у дворани | Гетеборг, Шведска       |              | 4 х 400 м  | 3:39,21  |        |